# Paleó Fáliro
Paleó Fáliro (grec moderne : Παλαιό Φάληρο), ou en français Ancien-Phalère, est un dème situé juste au sud d'Athènes dans la périphérie de l'Attique en Grèce. La municipalité de Paleó Fáliro est connue pour avoir la plage la plus proche du Pirée. Paleó Fáliro est quasi totalement urbanisé.

## Étymologie
Son nom vient de la baie et du dème antique de Phalère, nom partagé avec Néo Fáliro, un quartier du Pirée.

## Géographie
Palaio Faliro est situé sur la côte orientale de la baie de Phalerum, une baie du golfe Saronique, à 6 km au sud-ouest du centre-ville d'Athènes.
Palaio Faliro a une superficie de 4,574 km2.
Elle est entourée d'autres quartiers d'Athènes : Kallithea, Nea Smyrni, Agios Dimitrios et Alimos.
Le ruisseau de Pikrodafni (el) se jette dans la mer à la frontière de Palaio Faliro et d'Alimos.
Palaio Faliro se trouve dans la partie nord-ouest de ce qu'on appelle la Riviera d'Athènes.

## Population
| 1920  | 1928  | 1940  | 1951   | 1961   |
| ----- | ----- | ----- | ------ | ------ |
| 2 245 | 7 110 | 8 302 | 12 894 | 22 157 |

| 1971   | 1981   | 1991   | 2001   | 2011   |
| ------ | ------ | ------ | ------ | ------ |
| 35 066 | 53 273 | 61 371 | 64 759 | 64 069 |

| 2021   | - | - | - | - |
| ------ | - | - | - | - |
| 64 863 | - | - | - | - |

## Personnalités
- Pavlos Kountouriotis
- Christodule Ier d'Athènes
- Yanis Varoufakis
- Démétrios de Phalère

## Galerie

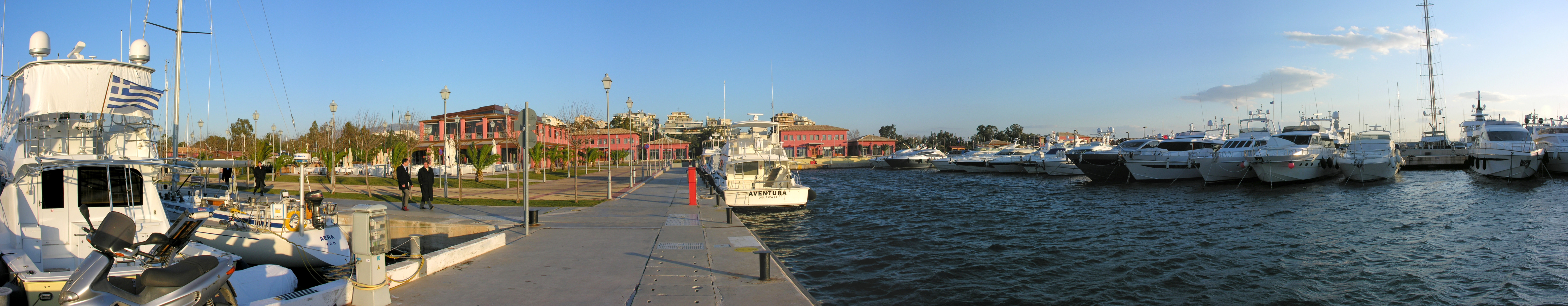
La marina de Paleó Fáliro

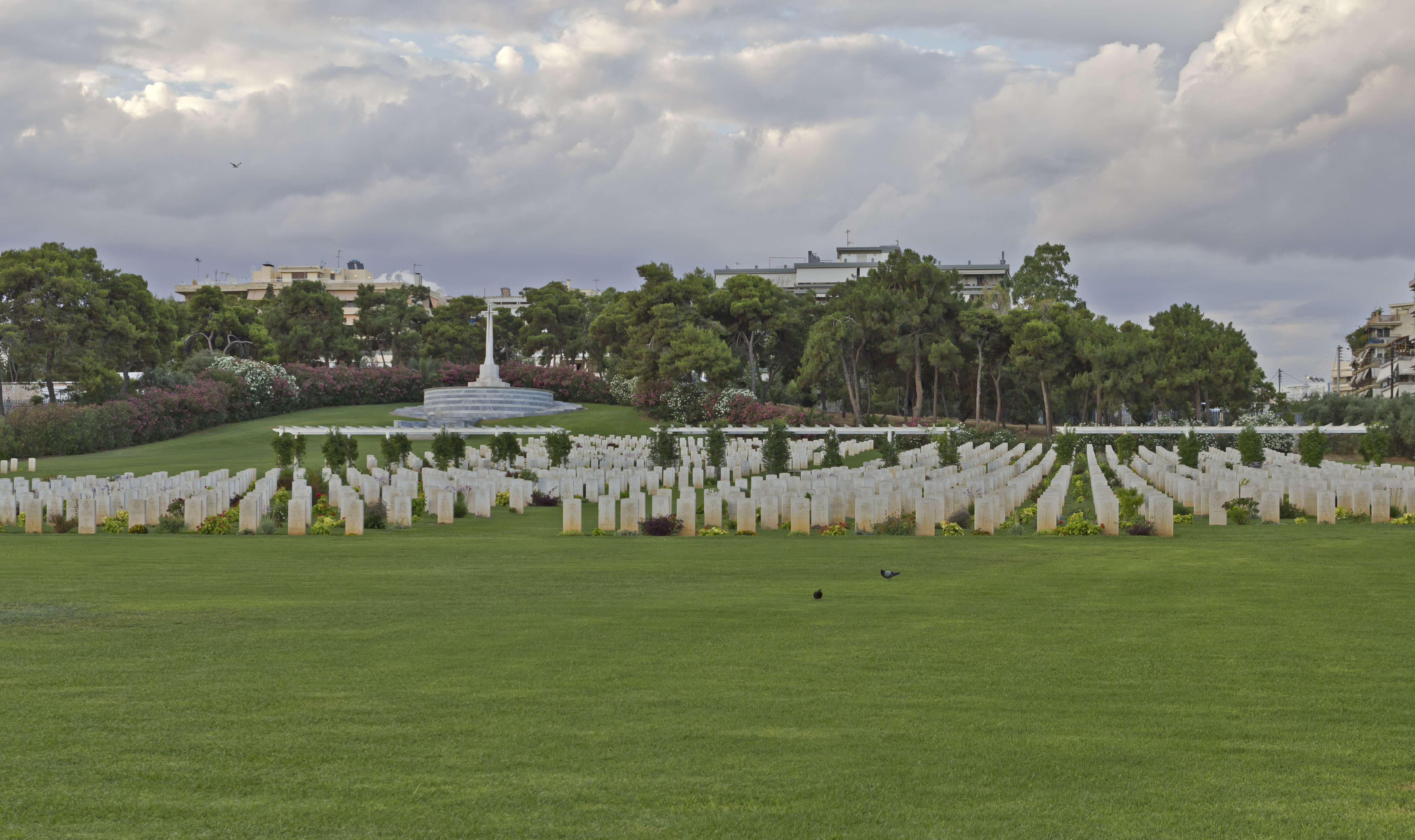
Le cimetière militaire britannique de Paleó Fáliro, datant de la 2e Guerre mondiale
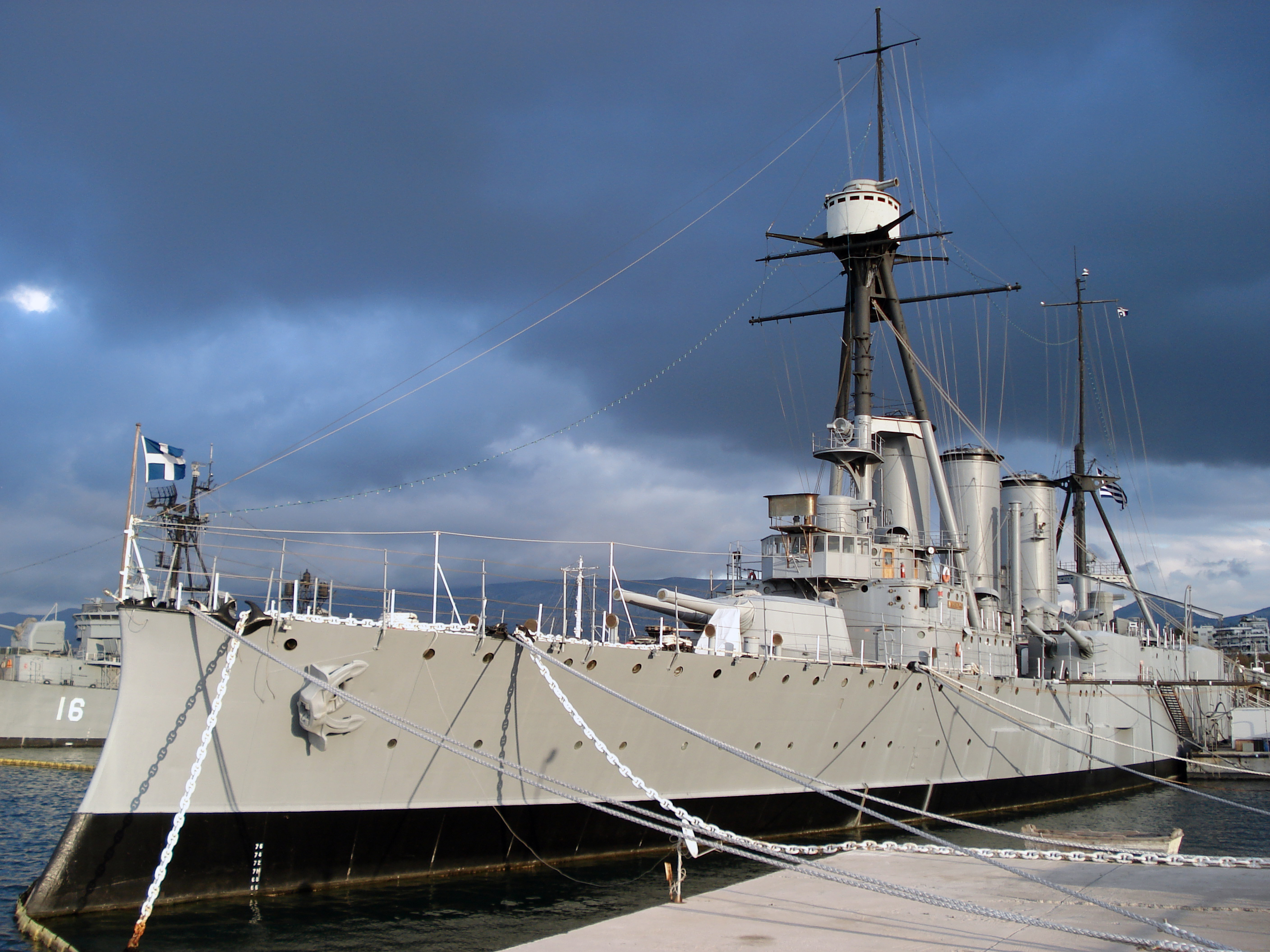
Le croiseur cuirassé Georgios Averoff, aujourd'hui un bateau-musée ancré à Paleó Fáliro
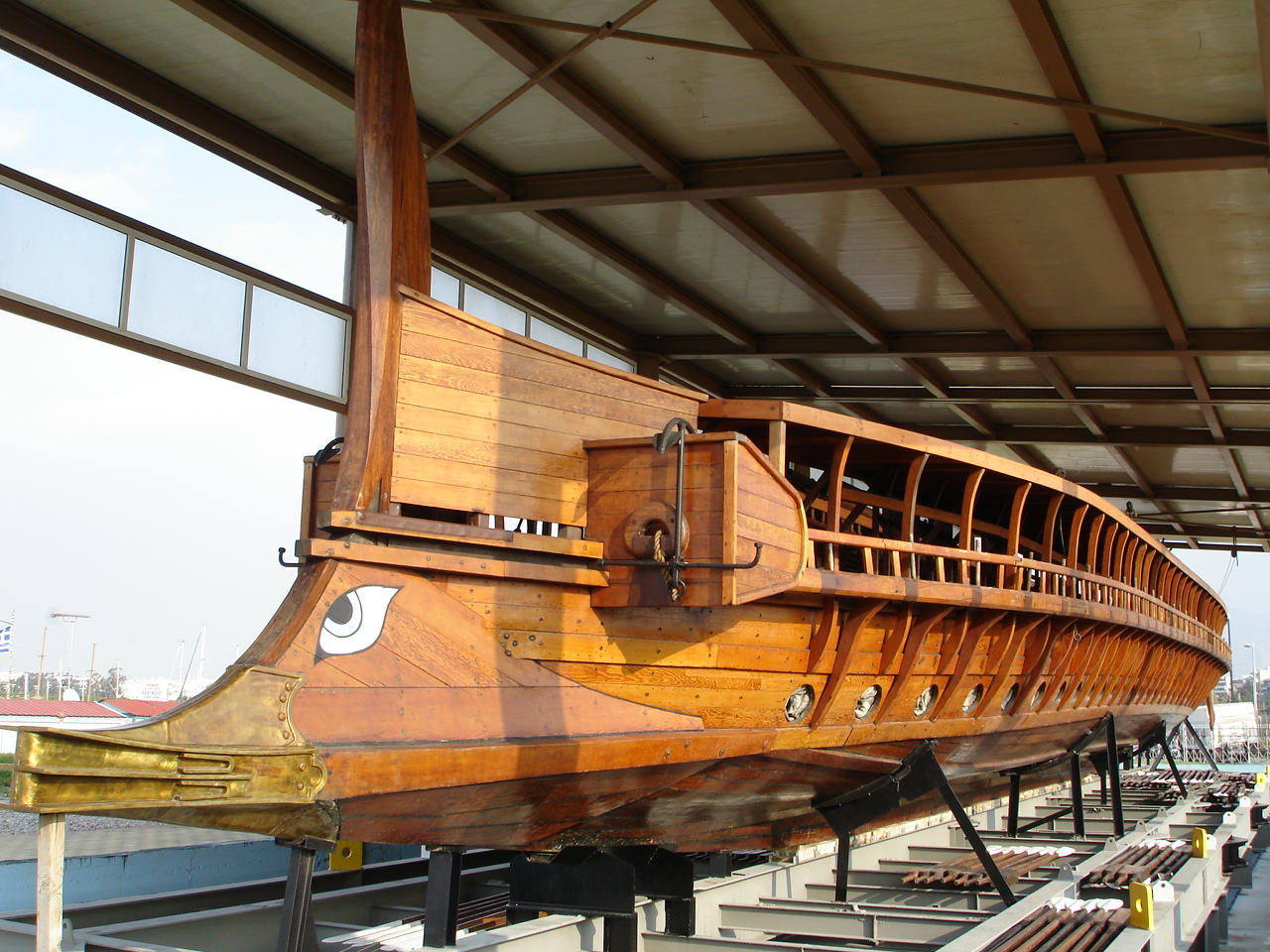
La trière Olympias, en exposition à Paleó Fáliro
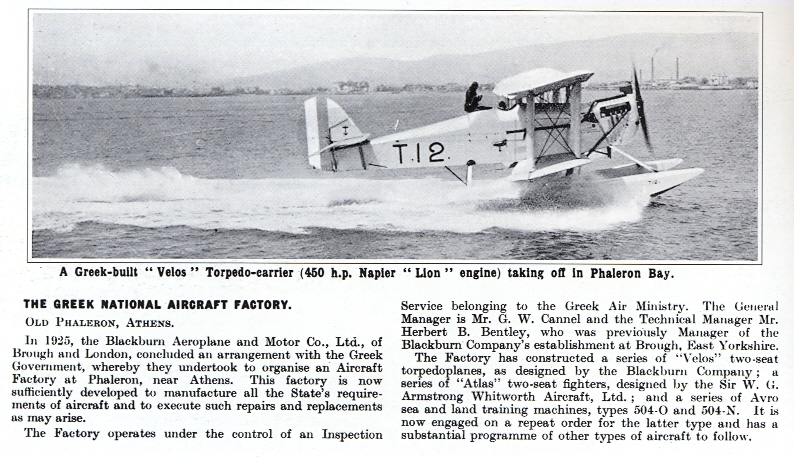
Un Blackburn Velos, fabriqué à Paleó Fáliro, en 1929
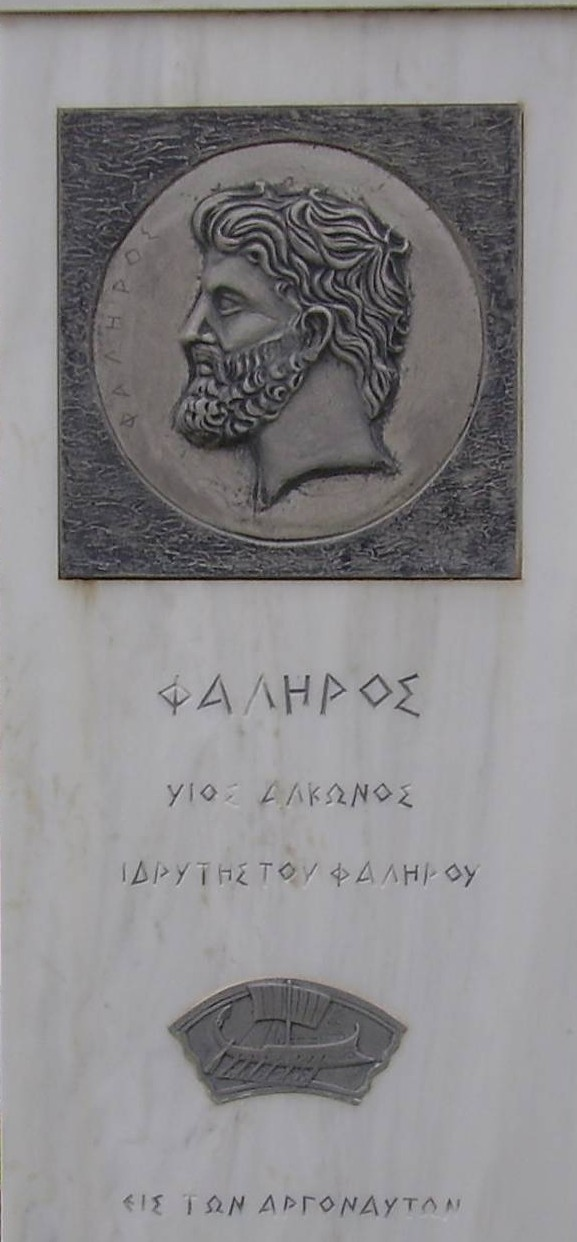
Stèle représentant Phalère, l'un des argonautes et le fondateur du dème antique de Phalère